# Artificial Intelligence (album, John Cale)
Artificial Intelligence je desáté sólové studiové album velšského hudebníka Johna Calea. Vydáno bylo v září roku 1985 společností Beggars Banquet Records. Jeho nahrávání probíhalo nedlouho po dokončení Caleovy producentské práce na albu Camera Obscura zpěvačky Nico. Deska Artificial Intelligence vznikala ve stejném studiu a se stejnými hudebníky, a rovněž ji publikovalo stejné vydavatelství. Album je silně klávesově orientované, Cale zde využíval tehdy moderní elektronické technologie. Obsahuje celkem devět písní, na jejichž textech spolupracoval s novinářem Larrym Slomanem.

## Před vydáním
V březnu a dubnu 1985 pracoval Cale v londýnském studiu Strongroom coby producent alba Camera Obscura zpěvačky Nico. Po jeho dokončení se na několik týdnů vrátil zpět do New Yorku, kde v té době žil, aby mohl ve spolupráci s novinářem Larrym Slomanem napsal několik písní. Dvojice využívala cut-up techniku psaní, kterou popularizoval William Seward Burroughs. Navzory tomu, že na textem s Calem spolupracoval jiný autor, bylo Artificial Intelligence Caleovým vůbec nejautobiografičtějším dílem.
Po dokončení textů odjel Cale zpět do Londýna, kde začal pracovat na zhudebnění napsaných textů. Usadil se v jižní části města, ve čtvrti Balham, v domě Grahama Dowdalla, jehož potkal při nahrávání alba Camera Obscura (byl členem zpěvaččiny doprovodné skupiny). Zde, ještě spolu se svým kytaristou Davidem Youngem a zpěvaččiným klávesistou Jamesem Youngem, připravili demonahrávky písní.
Zanedlouho se vrátili do studia Strongroom, kde nahráli finální verze písní. Cale výrazně používal moderní elektronické technologie MIDI a experimentoval se syntezátory, které byly nyní schopné hrát různé zvuky ve stejném čase. Nahrávání se účastnili Dowdall i James Young, zatímco David Young se věnoval převážně práci zvukového inženýra, takže ve finální verzi není příliš prostoru věnováno kytaře. Ihned po dokončení nahrávání alba odjel Cale zpět do New Yorku, kde se dne 14. července 1985 narodila jeho jediná dcera Eden.
Producentem alba byl Cale, asistujícím producentem pak David Young.

## Vydání
Původně se mělo jmenovat Black Rose, avšak na poslední chvíli byl název změněn. Původně album vyšlo na LP desce v roce 1985 u vydavatelství Beggars Banquet Records, na CD vyšlo až v roce 1993 v Japonsku u vydavatelství Tokuma Japan Communications. O tři roky později pak vyšlo ve Spojeném království u Beggars Banquet opět na CD. Jde o Caleovo poslední „popové“ album až do roku 1996, kdy vydal desku Walking on Locusts.
K albu vyšly dva singly. První obsahoval skladby „Dying on the Vine“ a „Everytime the Dogs Bark“ a druhý remix písně „Satellite Walk“ od Carla Beattyho, vedle něj ještě skladbu „Dying on the Vine“ a nikde jinde nevydanou instrumentální „Crash Course in Harmonics“. Skladba „Dying on the Vine“ později vyšla na kompilacích Seducing Down the Door: A Collection 1970–1990 (1994) a Close Watch: An Introduction to John Cale (1999) a na koncertním albu Fragments of a Rainy Season (1992). Na Seducing Down the Door vyšla rovněž „Everytime the Dogs Bark“.

## Skladby
Album otevírá skladba „Everytime the Dogs Bark“, na níž je z celého alba nejvíce patrná cut-up technika psaní textu. Následuje píseň „Dying on the Vine“. Historie jejího textu sahá až do roku 1976, kdy byl Sloman v Hollywoodu s Tomem Waitsem a Chuckem E. Weissem. Původně se ve Slomanově textu vyskytoval verš Living out in Hollywood, který však Cale následně změnil na Living like a Hollywood.
Název skladby „Chinese Takeaway (Hong Kong 1997)“ byl na některých vydáních alba uveden chybně s rokem „1977“. Jde o improvizovanou píseň, v níž jsou slyšet úryvky skladeb Johanna Sebastiana Bacha a Ennia Morriconeho, stejně jako znělky rozhlasového pořadu The Archers.

## Kritika
Magazín Trouser Press uvedl, že jde o „Náladové a obsažné, ale energické a občas stimulující album; Artificial Intelligence je obstojný, i když nenápadný dodatek ke Caleovu obsáhlému katalogu.“ Jack Barron v recenzi otištěné časopisem Sounds uvedl, že některé písně z desky jsou dobré, ale album zároveň obsahuje „několik nejhorších písní, jaké kdy [Cale] napsal.“

## Seznam skladeb
| Pořadí         | Název                             | Autor                           | Délka |
| -------------- | --------------------------------- | ------------------------------- | ----- |
| 1.             | Everytime the Dogs Bark           | Cale, Larry Sloman, David Young | 4:17  |
| 2.             | Dying on the Vine                 | Cale, Sloman                    | 5:18  |
| 3.             | The Sleeper                       | Cale, Sloman                    | 5:53  |
| 4.             | Vigilante Lover                   | Cale, Sloman, Young             | 4:27  |
| 5.             | Chinese Takeaway (Hong Kong 1997) | medley                          | 3:44  |
| 6.             | Song of the Valley                | Cale, Sloman                    | 5:06  |
| 7.             | Fadeaway Tomorrow                 | Cale, Sloman                    | 3:25  |
| 8.             | Black Rose                        | Cale, Sloman                    | 4:58  |
| 9.             | Satellite Walk                    | Cale, Sloman                    | 4:58  |
| Celková délka: | Celková délka:                    | Celková délka:                  | 42:07 |

## Obsazení
Hudebníci

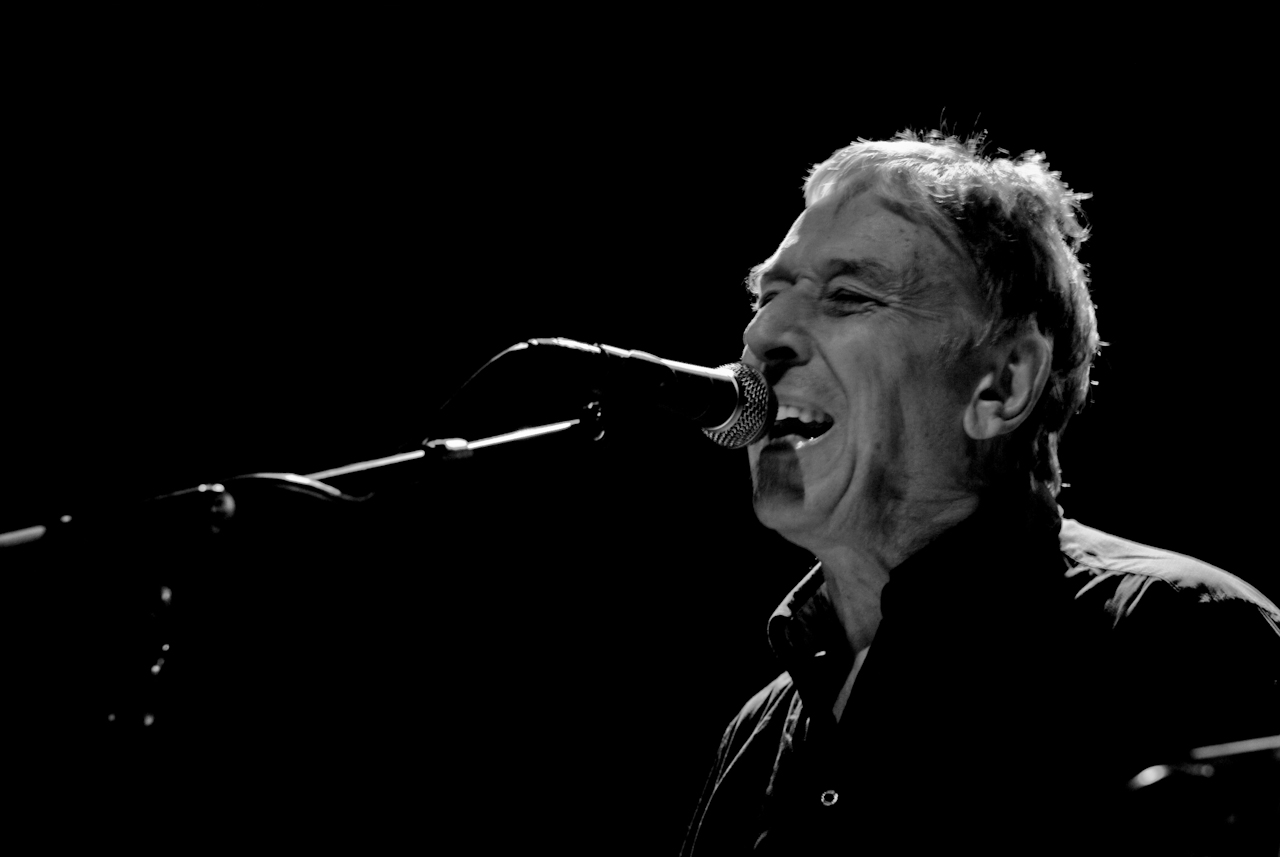
John Cale (2011)

- John Cale – baskytara, kytara, klávesy, viola, zpěv
- Graham Dowdall – perkuse
- Gill O'Donovan – doprovodné vokály
- Susie O'List – doprovodné vokály
- David Young – kytara
- James Young – klávesy

Technická podpora
- John Cale – producent
- David Young – spoluproducent
- Dennis P. Nechvatal – design obalu
- Karin Preus (Abraxas Studio) – grafický design